# Датчик

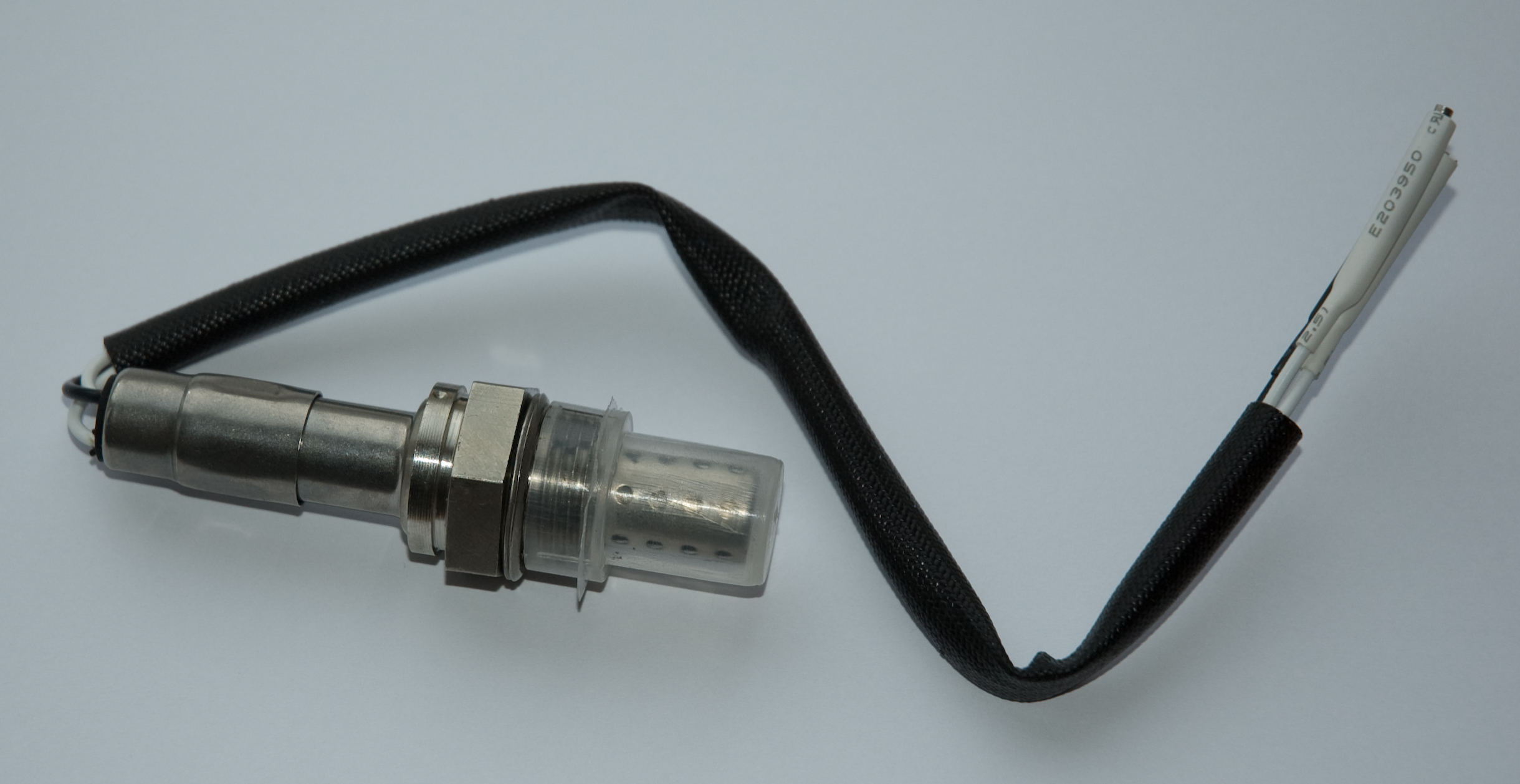
Датчик кислорода

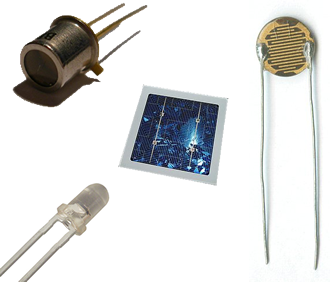
Различные типы световых датчиков

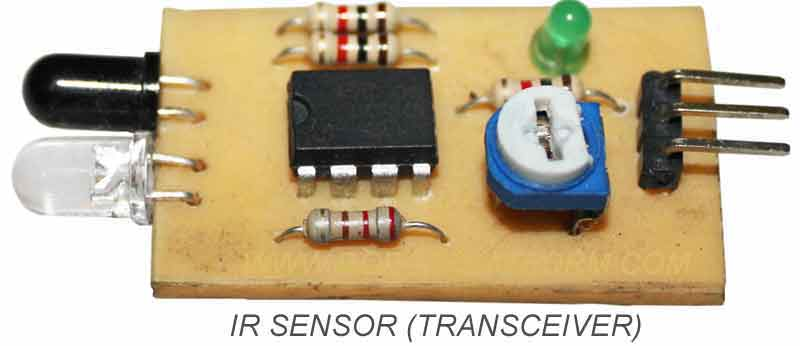
Тепловизор

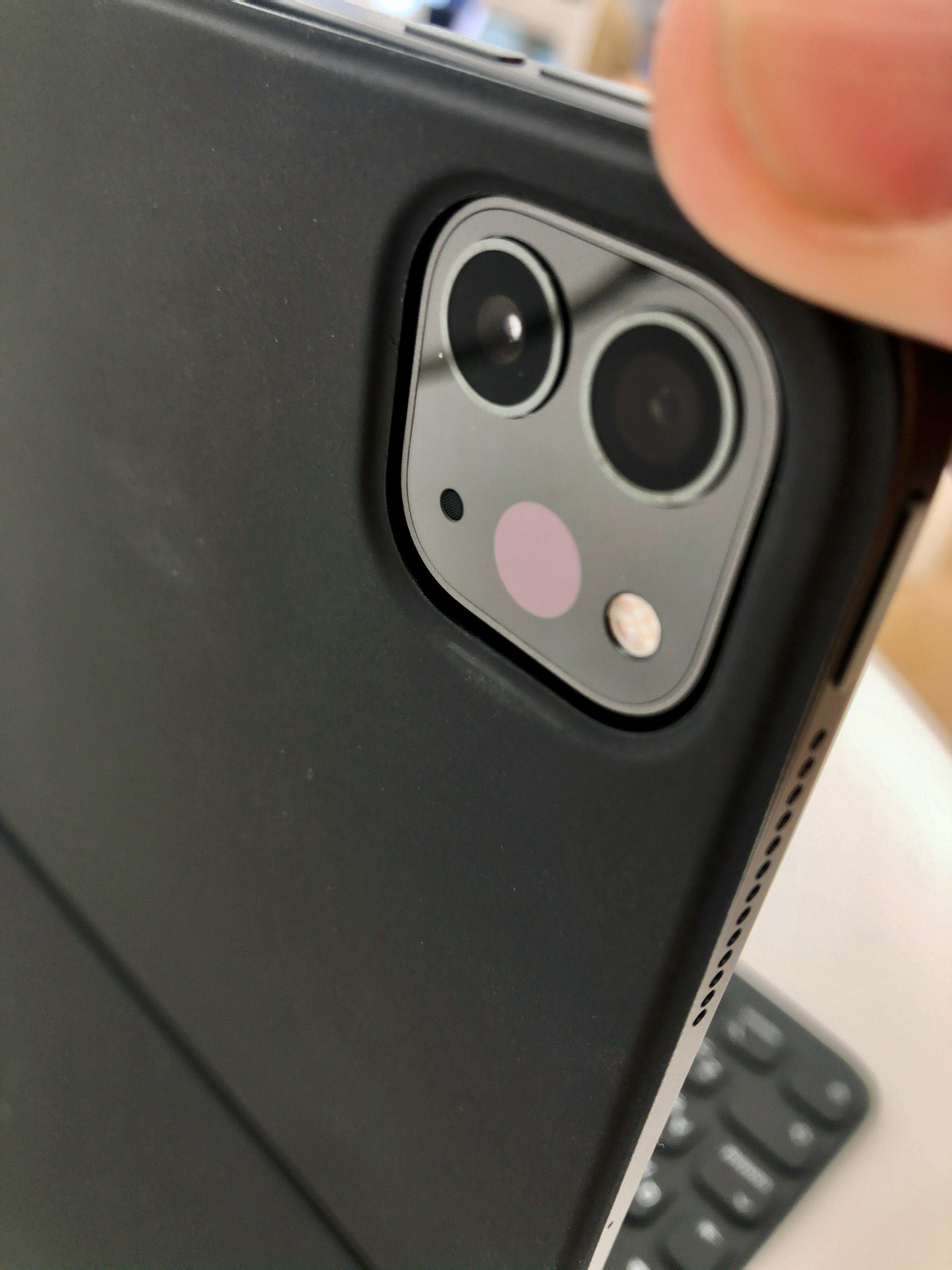
Лидарный датчик на iPad Pro

Да́тчик — конструктивно обособленное устройство, содержащее один или несколько первичных измерительных преобразователей. Датчик предназначен для выработки сигнала измерительной информации в форме, удобной для передачи, дальнейшего преобразования, обработки и (или) хранения, но не поддающейся непосредственному восприятию наблюдателем. Устройства, содержащие первичные измерительные преобразователи и вырабатывающие сигнал в форме, доступной для непосредственного восприятия человеком, относятся к измерительным приборам или контрольным приборам (сигнализаторам).
Датчик может дополнительно содержать промежуточные измерительные преобразователи, а также меру. Датчик может быть вынесен на значительное расстояние от устройства, принимающего его сигналы. При нормированном соотношении значения величины на выходе датчика с соответствующим значением входной величины датчик является средством измерений. В случае, если первичный измерительный преобразователь не обособлен конструктивно, его называют не датчиком, а чувствительным элементом (сенсором). Преобразователи для конкретных отраслей часто имеют собственные названия (ячейка, зонд и т.д.), в том числе и датчик. Датчик расположен непосредственно на объекте контроля, часто в тяжёлых условиях эксплуатации, которые определяют конструкцию датчика.
В настоящее время термины «датчик» и «сенсор» используются как равнозначные для обозначения измерительного преобразователя, выполняющего функции восприятия входной величины и формирования измерительного сигнала, хотя термин «сенсор» акцентирует внимание на восприятии входной величины, а термин «датчик» — на формировании и выдаче измерительного сигнала (данных).

## Общие сведения
Многофункциональные датчики могут воспринимать и преобразовывать нескольких входных величин, и, помимо основной функции (восприятие величины и формирование измерительного сигнала) выполнять ряд дополнительных функций, таких как функции фильтрации, обработки сигналов и т. п.
Датчики широко используются в научных исследованиях, испытаниях, контроле качества, телеметрии, системах автоматизированного управления и в других областях деятельности и системах, где требуется получение измерительной информации.
Датчики являются элементом технических систем, предназначенных для измерения, сигнализации, регулирования, управления устройствами или процессами. Датчики преобразуют контролируемую величину (давление, температура, расход, концентрация, частота, скорость, перемещение, напряжение, электрический ток и т. п.) в сигнал (электрический, оптический, пневматический), удобный для измерения, передачи, преобразования, хранения и регистрации информации о состоянии объекта измерений.
Исторически и логически датчики связаны с техникой измерений и измерительными приборами, например термометры, расходомеры, барометры, прибор «авиагоризонт» и т. д. Обобщающий термин датчик укрепился в связи с развитием автоматических систем управления, как элемент обобщенной логической концепции датчик — устройство управления — исполнительное устройство — объект управления. В качестве отдельной категории использования датчиков в автоматических системах регистрации параметров можно выделить их применение в системах научных исследований и экспериментов.

## Применение датчиков
Датчики используются во многих отраслях экономики — добыче и переработке полезных ископаемых, промышленном производстве, транспорте, коммуникациях, логистике, строительстве, сельском хозяйстве, здравоохранении, науке и других отраслях — являясь в настоящее время неотъемлемой частью технических устройств.
В последнее время в связи с удешевлением электронных систем всё чаще применяются датчики со сложной обработкой сигналов, возможностями настройки и регулирования параметров и стандартным интерфейсом системы управления. Имеется определённая тенденция расширительной трактовки и перенесения этого термина на измерительные приборы, появившиеся значительно ранее массового использования датчиков, а также по аналогии — на объекты иной природы, например, биологические.
Датчики по своему назначению и технической реализации являются средствами измерения (как и измерительный прибор). Однако показания измерительных приборов воспринимаются человеком, как правило, напрямую (посредством дисплеев, табло, панелей, световых и звуковых сигналов и пр.), в то время как показания датчиков требуют преобразования в форму, в которой измерительная информация может быть воспринята человеком. Датчики могут входить в состав измерительных приборов, обеспечивая измерение физической величины, результаты которого затем преобразуются для восприятия оператором измерительного прибора.
В автоматизированных системах управления датчики могут выступать в роли инициирующих устройств, приводя в действие оборудование, арматуру и программное обеспечение. Показания датчиков в таких системах, как правило, записываются на запоминающее устройство для контроля, обработки, анализа и вывода на дисплей или печатающее устройство. Огромное значение датчики имеют в робототехнике, где они выступают в роли рецепторов, посредством которых роботы и другие автоматические устройства получают информацию из окружающего мира и своих внутренних органов.
В быту датчики используются в термостатах, выключателях, термометрах, барометрах, смартфонах, посудомоечных машинах, кухонных плитах, тостерах, утюгах и другой бытовой технике.

## Классификация датчиков

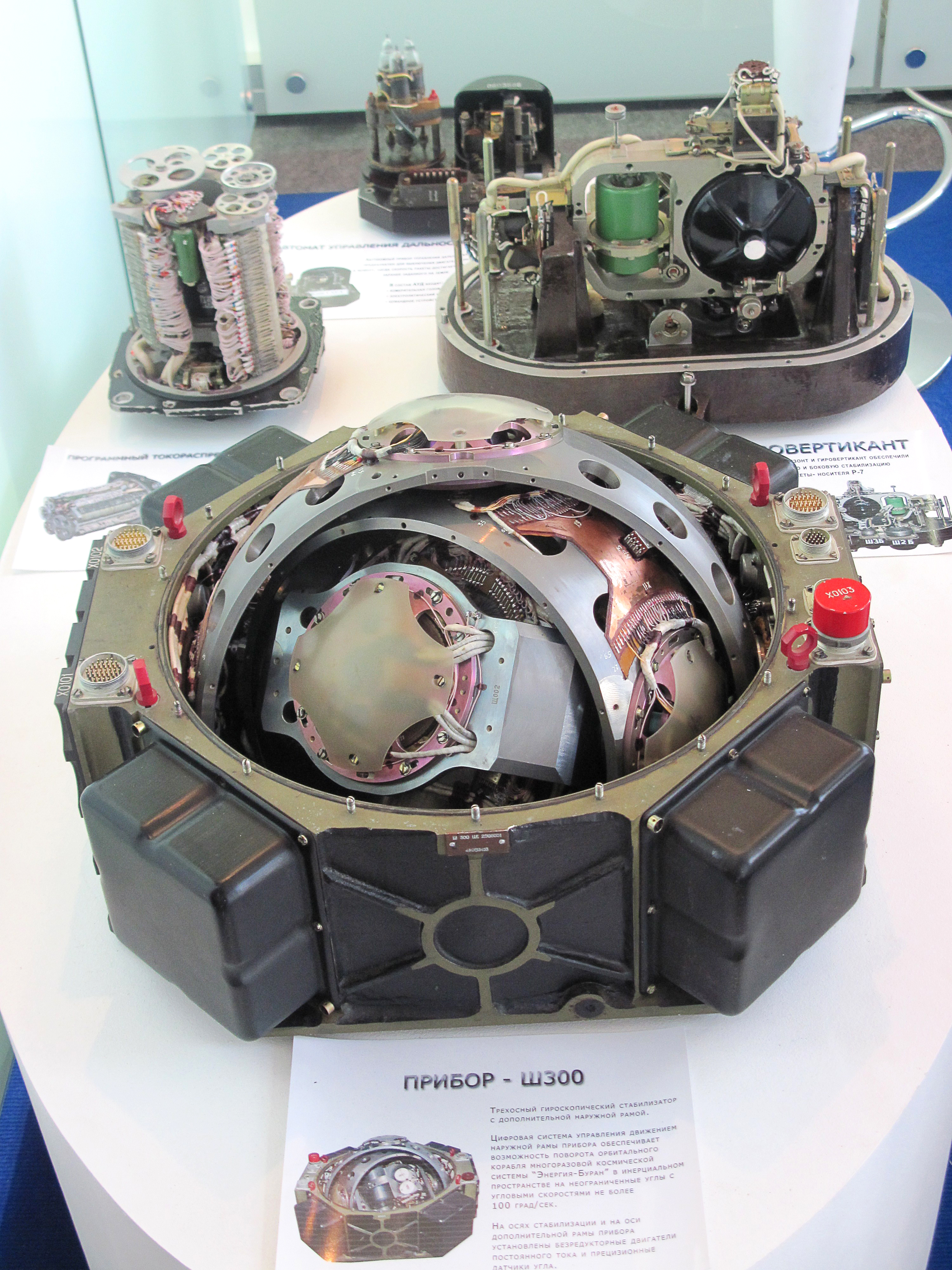
Датчик инерциальной информации с чувствительным элементом — гироскопом

Различные источники дают различные классификации датчиков, в частности:
По методу измерения (виду входных величин)
- Активные (генераторные)
- Пассивные (параметрические)

По динамическому характеру сигналов преобразования
- Дискретные (дискретное представление в виде импульсной последовательности)
- Непрерывные (в виде непрерывного процесса)

По виду измерительных сигналов
- Аналоговые
- Цифровые

По среде передачи сигналов
- Проводные
- Беспроводные

По количеству входных величин
- Одномерные
- Многомерные

По количеству измерительных функций
- Однофункциональные
- Многофункциональные

По количеству преобразований энергии и вещества
- Одноступенчатые
- Многоступенчатые

По наличию компенсационной обратной связи
- Компенсационные
- Некомпенсационные

По взаимодействию с источниками информации
- Контактные
- Бесконтактные (дистанционного действия)

По принципу действия
- Волоконно-оптические
- Оптические датчики (фотодатчики)
- Магнитоэлектрический датчик (На основе эффекта Холла)
- Пьезоэлектрический датчик
- Тензопреобразователь
- Ёмкостный датчик
- Потенциометрический датчик
- Индуктивный датчик

По технологии изготовления
- Элементные
- Интегральные

По измеряемому параметру
- Датчики давления
  - абсолютного давления
  - избыточного давления
  - разрежения
  - давления-разрежения
  - разности давления
  - гидростатического давления
- Датчики расхода
  - Механические счётчики расхода
  - Перепадомеры
  - Ультразвуковые расходомеры
  - Электромагнитные расходомеры
  - Кориолисовые расходомеры
  - Вихревые расходомеры
- Уровня
  - Поплавковые
  - Кондуктометрический
  - Ёмкостные
  - Радарные
  - Ультразвуковые
- Температуры
  - Термопара
  - Термометр сопротивления
  - Пирометр
  - Датчик теплового потока
- Датчик концентрации
  - Кондуктометры
- Радиоактивности (также именуются детекторами радиоактивности или излучений)
  - Ионизационная камера
  - Датчик прямого заряда
- Перемещения
  - Абсолютный шифратор
  - Относительный шифратор
  - LVDT
- Положения
  - Контактные
  - Бесконтактные
- Фотодатчики
  - Фотосопротивление
  - Фотодиод
  - Фотоматрица
- Датчик углового положения
  - Сельсин
  - Преобразователь угол-код
  - RVDT
- Датчик вибрации
  - Датчик виброускорения (акселерометр)
  - Датчик виброскорости (велосиметр)
  - Датчик виброперемещения (проксиметр)
- Датчик механических величин
  - Датчик относительного расширения ротора
  - Датчик абсолютного расширения
- Датчик влажности
- Датчик дуговой защиты